# Довенгерская Венгрия
Довенгерская Венгрия — история земель среднедунайской равнины до прихода сюда венгров в конце IX века.

## Нижний и средний палеолит

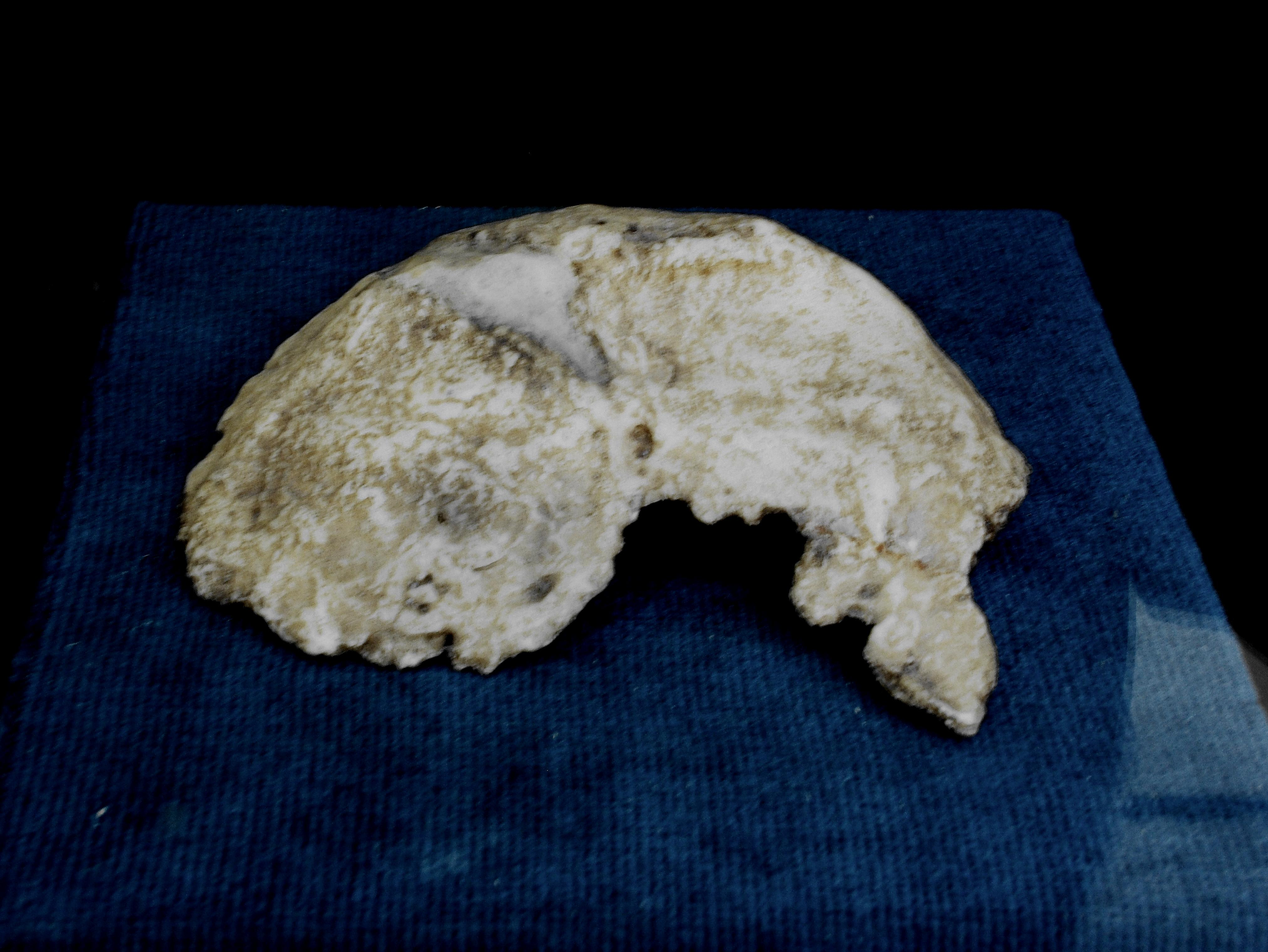
Черепная крышка Саму

Территория Венгрии была заселена с каменного века. Самой древней считается находка галечных орудий на палеолитической стоянке под деревней Вертессёлёш (15 км от Будапешта) возрастом в 350 тыс. лет. На стоянке найдены свидетельства освоение огня древними людьми в виде обгоревших костей, но без древесного угля. В Вертешсёлёше была обнаружена черепная крышка позднего Homo erectus или Homo heidelbergensis, получившая обозначение Саму от библейского имени Самуил.
Стоянки среднего палеолита обнаружены также на северо-востоке Венгрии в пещерах горного массива Бюкк (юго-западнее Мишкольца).

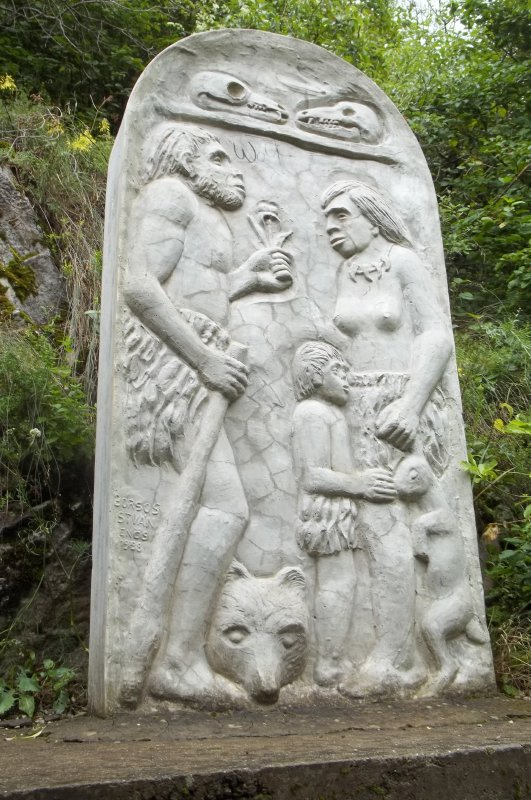
Памятник у пещеры Шубалюк

В пещере Шубалюк найдены останки двух неандертальцев и орудия из кремня и рога. Многолетние археологические исследования пещер гор Бюкк привели к обнаружению большого древнего кострища с остатками золы, угля, костей пещерного медведя и кремнёвых орудий. Радиоуглеродный анализ очага позволил определить его возраст — около 130—140 тыс. лет.

## Верхний палеолит
В верхнем палеолите на территории Венгрии существовали селетская и граветтская культуры.
Вехнепалеолитические стоянки зафиксированы на Правобережье Дуная. Найденные близ Эрда и Таты древние артефакты (остроконечники из кремня, гарпуны из рога, вкладыши из халцедона, обсидиана и яшмы) в основном соответствуют европейским типам палеолитической техники. При этом население Среднего Подунавья создало и собственный тип орудий (листовидные кремнёвые остроконечники солютрейской техники), которые впервые были обнаружены в пещере Селета.
На северо-западном берегу Балатона, в селе Ловаш были найдены шахты, приспособленные первобытным человеком для добычи охры (красной краски). Хотя добыча минерала в Ловаше велась непродолжительное время, но была интенсивной и в масштабах, которые значительно превышали потребности в природной краске самих обитателей стоянки. Стоянка в Ловаше существовала одновременно с верхнесолютрейской культурой Селета, что позволяет предположить о производительном труде палеолитического человека. Древний коллектив не только занимался собирательством или охотился, но и добывал полезные ископаемые с целью обмена результатов этой целенаправленной и осознанной трудовой деятельности на необходимые им вещи и предметы у соседних первобытных племён.

## Мезолит
Мезолитические стоянки (8000—3500 гг. до н. э.) на территории Венгрии пока не обнаружены, хотя множественные находки отдельных каменных орудий свидетельствуют о деятельности человека в этот период. Так, например, копи по добыче кремня эпохи среднекаменного века найдены в районе города Шюмег. Здесь же обнаружено около 200 орудий из оленьих рогов. В последнее время ситуация неопределённости в изучении этого периода из-за отсутствия комплексных археологических памятников стала постепенно меняться. В результате недавних археологических раскопок в северной части Альфёльда, близ Ясберени и Ястелека, впервые обнаружены отчетливые признаки мезолитических поселений.

## Неолит
Около 6200 года до н. э. на территорию Венгрии с юга переселились неолитические земледельческие племена Старчево-кришской культуры. В среднем неолите в задунайских землях и в Сату-Маре (современная Румыния) появился западный вариант культуры линейно-ленточной керамики, а на востоке — восточный вариант данной культуры, именуемой также «Альфёльдская керамика». Люди культуры линейно-ленточной керамики обитали вместе со скотом в длинных домах, размерами до 5-8×40 м.
Впоследствии эти культуры переродились в железовскую (Словакия), сакалхатскую и буковогорскую культуры, соответственно. Вслед за поздненеолитической культурой Тиса появились энеолитические культуры Тисаполгар и Бодрогкерестур.

## Энеолит
Модели четырёхколёсных повозок, сделанные из глины, были найдены в двух погребениях поздней баденской культуры в Будакалаcе и Сигетсентмартоне (окрестности Будапешта), которые датируют 3300—3100 годами до н. э.

## Бронзовый век
Винковацкая культура (Шомодьвар) существовала на севере Хорватии около 2300—1600 лет до н. э.
Кишапоштагская культура возникла на стадии A1 бронзового века, согласно хронологии Пауля Райнеке, и под конец той же стадии стала исчезать. Согласно радиоуглеродной хронологии датируется около 2200—1950 гг. до н. э. Развитие данной культуры подразделяется на две фазы. Центр культуры локализуется между коленом Дуная и озером Балатон, однако отдельные поселения встречаются и за Дунаем на востоке, в междуречье Дуная и Тисы. В эпоху раннего бронзового века на Альфёльдской низменности существовала надьревская культура. Она существовала на фазе A1 раннего бронзового века, по классификации П. Райнеке, а исчезла в начале фазы A2. Согласно радиоуглеродной датировке, она существовала около 2200—1900 гг. до н. э.
Хатванская культура раннего бронзового века датируется фазой A2 бронзового века по хронологии Пауля Райнеке (1950—1700 годами до н. э.).
Культура Отомань-Фюзешабонь существовала на востоке Венгрии в период 2100—1700 гг. до н. э.
Культура инкрустированной керамики существовала на этапе A2 бронзового века по классификации Пауля Райнеке или около 1950—1700 гг. до н. э.

## Доримский железный век
Ранним железным веком датируется предскифская культура Мезёчат (Mezőcsát Culture).
В железном веке непосредственно перед приходом кельтов на территории Венгрии жили паннонцы — народ гальштатской культуры, говорящий на иллирийском языке.
В IV веке до н. э. с запада пришли кельты латенской культуры (скордиски), занявшие западную часть Среднедунайской земли; с восточной выдвинулись фракийские племена даков.

## Паннония или античная Венгрия

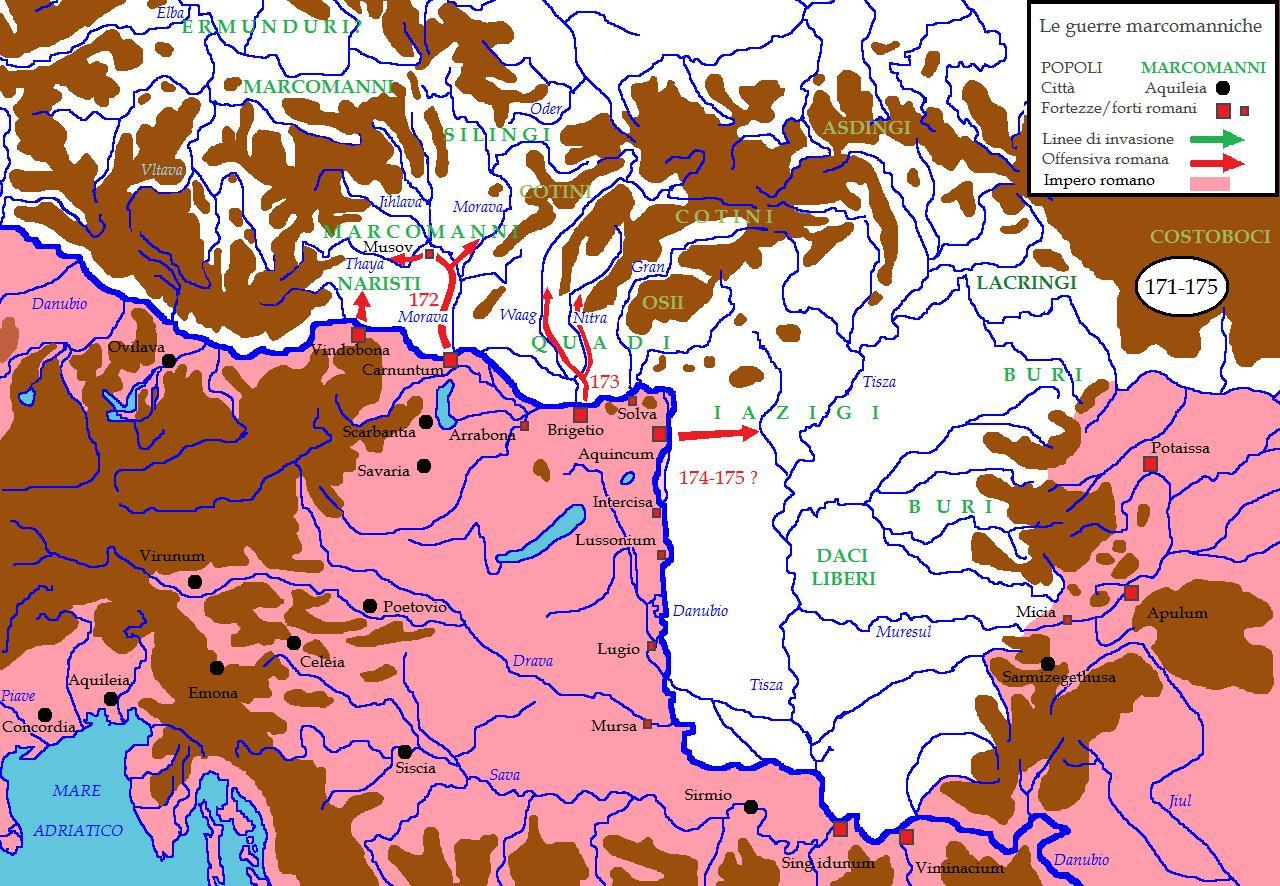
Территория Венгрии во II веке: западная часть принадлежала Риму, за Дунаем кочевали языги, с севера с территории Чехии германцы совершали грабительские рейды на римские владения

В I веке территория западной Венгрии перешла под власть Рима, а в степях Задунавья (Пусте) расселились языги. В 6—9 годах произошло Великое Иллирийское восстание иллирийских и паннонских племён против власти Римской империи, обозначившее конец завоевательных успехов императора Августа и переход римлян к обороне.
Римская Венгрия получила название Паннонии, здесь были построены города, в том числе Аквинк, ставший в 160 году римским провинциальным центром, и Сопине. Местное население представляло собой романизированных кельтов. В 166—180 гг. Паннония стала ареной Маркоманской войны, через Моравские ворота сюда вторглись маркоманы и квады. Около 260 года на востоке Паннонии появились гепиды. В 382 году в Паннонии впервые поселились остготы, бежавшие от натиска гуннов.

## Венгрия в эпоху Великого переселения народов
В 425 году византийские императоры позволили гуннам создать в Паннонии плацдарм для войны против готов. Однако Аттила в 441 году разорил римские города Паннонии, включая Аквинк. В 454 году гунны потерпели поражение в битве при Недао от гепидов и время их гегемонии на Среднем Дунае завершилось. Территорию разделили между собой остготы и гепиды. Тем не менее в Пусте продолжало кочевать гуннское племя садагов В 472 году остготы покинули Паннонию и ушли в Италию.
В 526 году в Паннонию с территории Румынии вторглись лангобарды. Они стали союзниками византийцев в их борьбе с остготами короля Тотилы. В 567 году лангобарды в союзе с аварами уничтожили королевство гепидов. В 568 году, прожив в Паннонии всего 42 года, лангобарды во главе с королём Альбоином ушли в Италию с жёнами, детьми и всем имуществом, где основали собственное королевство.

## Аварская гегемония (567—805)
В 567 году с востока на территорию Венгрии вторглись авары под предводительством кагана Баяна. По версии Павла Диакона, авары были приглашены лангобардами для борьбы с их врагами гепидами. В 582 году они овладели паннонским Сирмием (ныне сербская Воеводина), что вызвало конфликт с Византией. Территория Венгрии стала ядром обширного восточноевропейского государства — Аварского каганата. В 500—700 годах на территории будущего Блатенского княжества существовала так называемая кестельская культура смешанного романо-славяно-аварского происхождения.
В 619 году авары осадили Константинополь, но император Ираклий откупился от них данью. Вместе с аварами на территории Венгрии появились славяне, которые сыграли своеобразную роль низшего класса нового государства. Теоретически авары могли бы сыграть роль тюркских булгар на Балканах, однако их государство оказалось гораздо менее стойким. В результате восстания славян, поднятого франкским купцом Само, возникла недолговечная держава Само (623—658). В 626 году византийцы нанесли аварам ощутимое поражение у стен своей столицы. В 632 году от Аварского каганата отпала Великая Болгария. Однако аварам удалось выстоять, они завоевали в 630 году Далмацию и ликвидировали государство Само, тем самым восстанавив гегемонию над территорией Венгрии. Конец владычеству аваров положили франки в 805 году.
К середине V века славяне занимали территорию к северу от Дуная и, в частности, размещались в Среднедунайской низменности. Они проникли на эту территорию, входившую в состав древней Паннонии, путём ранней инфильтрации в составе варварских народов вместе с гуннами, готами, аварами и т. д. К VII веку Паннония уже была областью с преобладающим славянским этносом.

## Среднедунайские славянские княжества

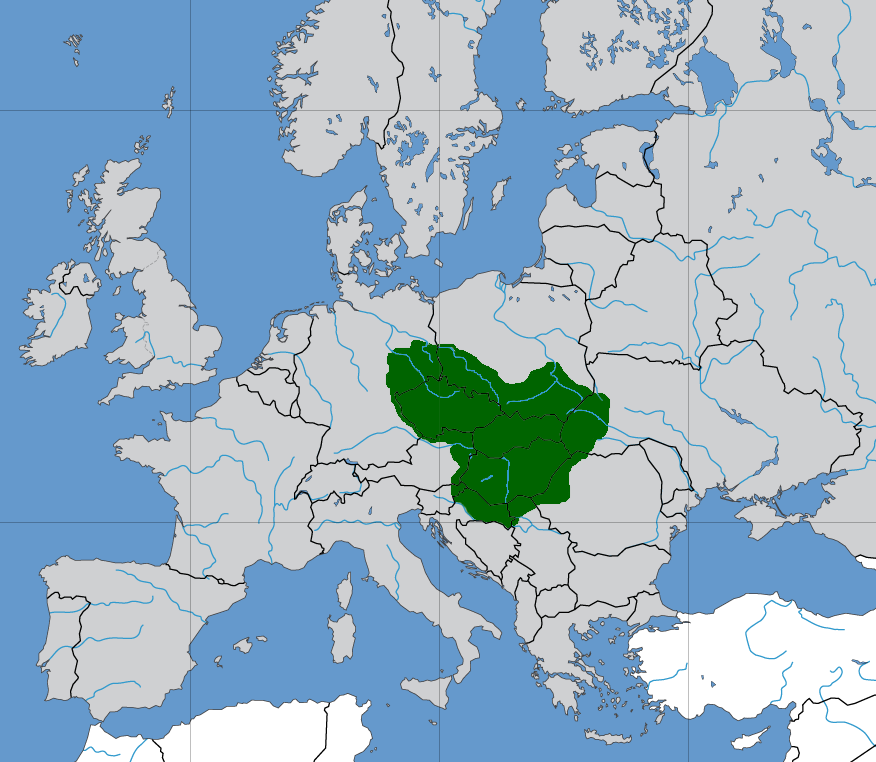
Территория Венгрии в составе Великой Моравии

В 839 году возникло Блатенское княжество, которое в 884 году влилось в Великую Моравию (833—907). Около 869 года просветитель Мефодий стал архиепископом Моравии и Паннонии (с резиденцией в Велеграде), получив благословение от римского папы распространять богослужение на славянском языке. Великоморавские предгородские агломерации-эмпории (Микульчице), Старе Место близ Угерске-Градиште, Поганьско под Бржецлавом), процветавшие на обслуживании Империи каролингов в IX—X веках, практически мгновенно исчезли после изменения экономической ситуации, вызванного вторжением венгров в X веке, хотя сами они и не были затронуты боевыми действиями.